# Chiesa di Sant'Andrea (Siena)
La chiesa di Sant'Andrea si trova in via dei Montanini a Siena.

## Storia

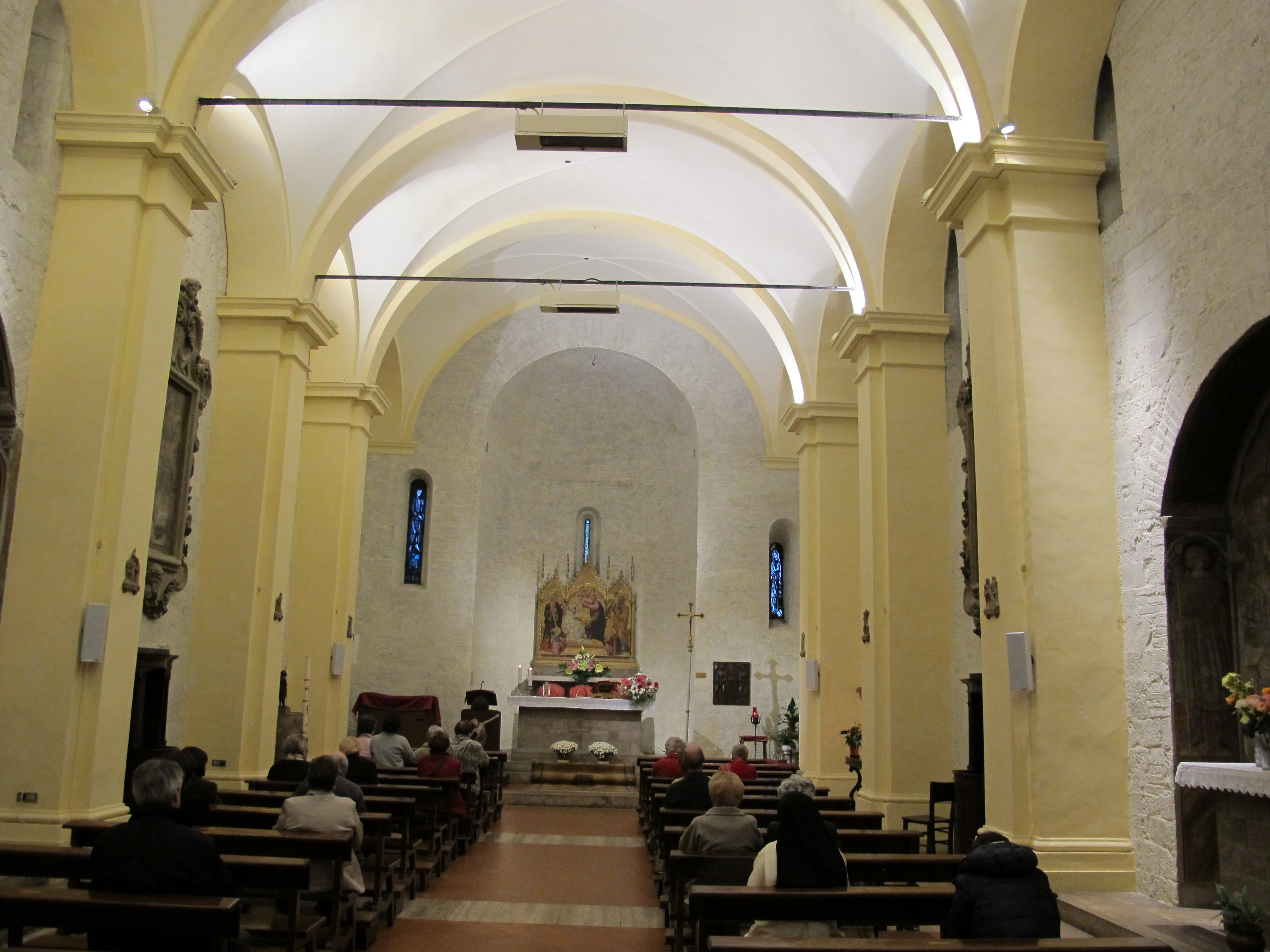
Interno

Citata fin dal 1175, anno in cui ne sarebbe divenuto rettore per due anni il beato Alberto da Chiatina, poi arciprete di Colle di Val d'Elsa, risulta con più certezza attestata a partire dal 1262. 
La chiesa ha subito notevoli trasformazioni nel tempo. Nella seconda metà del Settecento il tempio romanico fu rialzato, variato con l'aggiunta di pilastri, archi e volte all'interno e completato sul prospetto con la scalinata di ingresso a due rampe. I ripristini del XX secolo hanno mirato a restituire le forme medievali alla facciata a capanna, al campanile e al cortile.

## Descrizione
All'esterno spicca l'abside, come testimonianza delle primitive forme romaniche.
Nell'interno, a unica navata absidata, sono degni di nota un rilievo della metà del Quattrocento (Madonna col Bambino), forse della scuola di Jacopo della Quercia, un affresco quattrocentesco a monocromo di Martino di Bartolomeo all'altare destro (Sant'Anna, la Madonna il Bambino), un affresco quattrocentesco deteriorato di scuola sassettiana sull'altare sinistro e, sull'altare maggiore, il polittico con l'Incoronazione della Vergine tra i santi Pietro e Andrea di Giovanni di Paolo (1445). In chiesa sono presenti anche due tele settecentesche come le Scene della beata Aldobrandesca Ponzi e del beato Alberto da Chiatina di Apollonio Nasini.